# حمل المبيض
حمل المبيض يشير إلى الحمل المنتبذ (حمل خارج الرحم) والذي يوجد في المبيض. بشكل عام لا يتم إفراز البويضة أو التقاطها عند الإباضة ، ولكن يتم تخصيبها في مكان مبيض الحمل. عادة لا يستمر هذا الحمل بعد الأسابيع الأربعة الأولى من الحمل. وبالتالي قد يحدث طوارئ طبية لأن حمل المبيض غير المعالج يؤدى إلى نزيف مميت داخل البطن.

## التشخيص
يوضع التشخيص عند المريضات اللواتي لا تبدين أعراضًا من خلال تخطيط الصدى التوليدي. بالفحص الحوضي، يمكن جس كتلة أحادية الجانب عند الملحقات. تشمل الأعراض النموذجية الألم البطني، والنزف المهبلي بتواتر أقل، خلال الحمل. يمكن أن يحدث عند المريضات نقص في الحجم الدموي أو صدمة دورانية سببها النزف الداخلي.
يُظهر التخطيط بالصدى في الحالات النموذجية تواجد الكيس الحملي في المبيض، ويكون الجوف الرحمي «فارغًا»، ويظهر النزف الداخلي في حال وجوده. بسبب قرب قناة فالوب، يكون من الصعب التمييز بين الحمل المبيضي والحمل في قناة فالوب باستخدام التخطيط بالصدى. تُظهر القياسات المتتالية للهرمون الموجه للأقناد المشيمائي تزايدًا غير طبيعي. وفي سلسلة من 12 مريضة، كان العمر الحملي الوسطي عند التشخيص 45 يومًا.
من الناحية النسيجية، يُوضع التشخيص باستخدام معايير سبيغلبيرغ على العينة الجراحية المستأصلة من المبيض والقناة. اليوم، يسمح تخطيط الصدى بوضع التشخيص المبكر ما يساعد في المحافظة على المبيض دون الحاجة إلى الإجراءات الجراحية الاستئصالية. كانت لمعايير سبيغلبيرغ أهمية عندما قدمها في 1878، إذ كان الحمل المبيضي موضع شك، وسمحت معاييره بالتمييز بين الحمل المبيضي والأشكال الأخرى من الحمل الهاجر. معايير سبيغلبرغ:
- يوجد الكيس الحملي على منطقة من المبيض.
- يرتبط الكيس الحملي بالرحم من خلال الرباط المبيضي.
- يُكشَف بالفحص النسيجي عن وجود نسيج مبيضي في جدار الكيس الحملي.[8]

قناة البيض في الجهة المصابة سليمة (تبين أن هذا المعيار غير صحيح في الحمول المبيضية الطويلة).
يمكن أن يُشخَص الحمل المبيضي قبل الجراحة بشكل خاطئ على أنه حمل في قناة فالوب أو كيسة مبيضية نازفة أو جسم أصفر نازف. وفي بعض الأحيان، لا يكشف الحمل المبيضي إلا بعد إجراء فحص نسيجي لكيسة مبيضية نازفة ليتبين وجود أرومة غاذية سببت النزف.

## المعالجة
الحمول المبيضية خطرة ويمكن أن تسبب النزف الداخلي. لذا يجب التدخل عند الشك بوجود هذه الحالة. في السابق، كان يُجرى تنظير بطني استقصائي، وعند الكشف عن الحمل المبيضي، يُجرى استئصال المبيض أو استئصال المبيض والقناة، بالإضافة إلى إزالة الحمل. يمكن اليوم إجراء الجراحة التنظيرية لإزالة الحمل. يختلف امتداد الجراحة تبعًا لمستوى التخرب النسيجي الحاصل. إنذار الخصوبة مستقبلًا لدى السيدات اللاتي تعرضن للحمل المبيضي جيد، لذا يُشجَع على إجراء الجراحة المحافظة. بالإضافة إلى ذلك، يمكن أن تشمل الجراحة إزالة الحمل مع جزء صغير من المبيض للمحافظة على النسيج المبيضي، يمكن تحقيق ذلك من خلال إجراء استئصال إسفيني. عولجت الحمول المبيضية بنجاح باستخدام ميتوتركسات منذ أن بدأ استخدامه في معالجة الحمول الهاجرة في عام 1988.
يمكن أن يترافق الحمل المبيضي مع حمل طبيعي داخل الرحم؛ في مثل هذه الحالات يجب الاستعانة بالمعالجين الخبراء لئلا يتعرض الحمل الرحمي للخطر.